# Yuka Takaoka
Yuka Takaoka (jap. 高岡由佳 Takaoka Yuka; ur. 28 stycznia 1998) – Japonka pochodzenia chińskiego, która została skazana za usiłowanie zabójstwa mężczyzny na którego punkcie miała obsesję w Shinjuku w Tokio w maju 2019 roku. Takaoka zyskała popularność w Internecie ze względu na okoliczności ataku i swój wygląd fizyczny, opisywana przez media jako „Prawdziwa Yandere” (Termin w anime używany do opisania postaci, która nagle staje się agresywna, brutalna i zabójcza wobec ukochanego).
W grudniu 2019 roku Takaoka została uznana za winną usiłowania zabójstwa i skazana na 3 lata i 6 miesięcy więzienia, z którego wyszła pod koniec 2023 roku.

## Życiorys
Yuka Takaoka jest jedynaczką urodzoną w Chinach, jej matka jest Chinką, a ojciec Japończykiem. Przybyła z matką do Japonii, gdy miała dwa lata i została naturalizowaną obywatelką Japonii. Dorastała w centrum Tokio, gdzie uczęszczała do szkoły podstawowej i gimnazjum. Studiowała na Uniwersytecie Teikyo, na kierunku Opieka nad Dziećmi, na Wydziale Nowoczesnej Komunikacji, ale zrezygnowała w połowie semestru w marcu 2017 roku, aby rozpocząć pracę w japońskim przemyśle barowym, by następnie objąć stanowisko menedżerki w klubie hostess „ときめきBinBim” w Shinjuku w Tokio. W październiku 2018 roku poznała swojego ukochanego Phoenixa Lunę, który był hostem w klubie hostów „Fusion-by youth-”, znajdującym się w dzielnicy czerwonych latarni Kabukichō. Początkowe doniesienia mówiły, że zamieszkali razem 20 maja 2019 roku w mieszkaniu na piątym piętrze Plaire Deuxq Shinjuku West, ale Luna później to zakwestionował. 23 maja 2019 roku Yuka chciała zabić Lunę i popełnić samobójstwo. 5 grudnia 2019 roku została skazana na 3 lata i 6 miesięcy pozbawienia wolności za próbę zabójstwa Luny. Pod koniec 2023 roku opuściła więzienie i została cosplayerką.

## Przesłuchanie
3 grudnia 2019 roku w Sądzie Rejonowym w Tokio odbył się pierwszy proces Yuki Takaoki, 21-letniej byłej menedżerki klubu hostess. Ofiarą był 20-letni host o pseudonimie Luna. Poniżej znajduje się szczegółowa relacja z procesu.

### Jako pierwsze rozpoczęło się przesłuchanie Ryuzukiego (Luny) w charakterze świadka
── Jakie są twoje relacje z panną Takaoką?
Poznałem pannę Takaokę około października 2018 roku w klubie hostess, w którym pracowała, a od końca marca zaczęła często przychodzić (do klubu, w którym pracuję). (Świadek)
── Jak często przychodziła?
Mniej więcej raz na dwa dni.
── Czy ona cię wybrała?
Tak.
── Ile pieniędzy wydawała?
Około kilku milionów.
── Czy miała z tobą stosunki seksualne?
Tak.
── Kiedy zaczęliście?
Około kwietnia tego roku.
── Czy byliście w formalnym związku?
Nie, nie byliśmy.
── Czy mieszkaliście razem?
Nie, nie mieszkaliśmy razem.
── Czy myślałeś, że panna Takaoka jest w stosunku do ciebie zbyt poważna?
Tak.
── Kiedy to było?
Około maja panna Takaoka zawołała mnie na dach i powiedziała, że zamierza skoczyć, wtedy poczułem zdenerwowanie.
── A w dniu zdarzenia?
Panna Takaoka zadzwoniła do mnie przez LINE i poprosiła, żebym przyszedł, bo musi uporządkować mieszkanie, więc uporządkowaliśmy je, porozmawialiśmy i poszliśmy spać.
── Czy doszło do jakieś kłótni lub bójki?
Nie było żadnej.
── Co miałeś na sobie, kiedy kładłeś się spać?
Tylko majtki.
── Czy położyłeś się do łóżka przed panną Takaoką?
Tak.
── Co stało się później?
Zostałem dźgnięty nożem. Spanikowałem i sam go wyciągnąłem.
── Co wówczas działo się z panną Takaoką?
Dosiadła mnie i zadawała pytania.
── Jakiego rodzaju pytania?
Zapytała: „Kochasz mnie?”. Odpowiedziałem: „Kocham cię”. Powiedziałem jej: „Nie wezwę policji, więc proszę, wezwij karetkę”. Wtedy odpowiedziała: „Umrzyjmy razem”.
── Więc panna Takaoka nie wezwała karetki?
Tak. Próbowałem sam zadzwonić po karetkę, ale panna Takaoka zabrała mi telefon, wtedy pobiegłem do drzwi.
── Co odpowiedziałeś, słysząc „Umrzyjmy razem”?
Nie chcę jeszcze umierać.
── Co sprawiło, że wybiegłeś frontowymi drzwiami?
Myśl, że umrę, jeśli zostanę w mieszkaniu.
── Czy nadal odwiedzasz szpital?
Tak, mniej więcej dwa razy w miesiącu.
── Czy dźgnięcie w wątrobę miało na ciebie jakiś wpływ?
Nie mogę pić alkoholu.
── Czy sprawa została rozwiązana?
Tak.
── Złożyłeś petycję. Dlaczego?
Ponieważ żyje już normalnym, wolnym od obciążeń życiem, pomyślałem, że byłoby wspaniale, gdyby ona też mogła żyć normalnie.

### Następnie obrońca Takaoki przesłuchał Ryuzukiego (Lunę) w charakterze świadka
── Co zostało napisane w przeprosinach? (Obrońca)
Przeprosiny i co dalej postanowiła (Świadek)
── Co pomyślałeś, gdy je otrzymałeś?
Wtedy nic nie przychodziło mi do głowy, ale później pomyślałem, że jest jej przykro.
── Zawarliście ugodę pozasądową, w której otrzymałeś 5 milionów jenów. Ile kosztowało leczenie?
Nie mogę podać żadnych szczegółów, ale na razie jest to ponad pół miliona jenów.
── To ponad pół miliona jenów, bez względu na to, czy jest to milion, czy dwa miliony jenów.
To nie są tylko trzy cyfry.
── Co zrobiłeś z tymi pieniędzmi?
Dołożyłem je do moich oszczędności.
── Jakie są inne szczegóły ugody?
Obiecała, że nie będzie się ze mną kontaktować i zbliżać do Kabukicho i że zapłaci mi ponad 5 milionów jenów, jeśli będę musiał zapłacić za leczenie jakichkolwiek pozostałych obrażeń.
── Stwierdziłeś w swojej petycji, że nie chcesz dla niej kary więzienia i chcesz, aby Yuka Takaoka otrzymała łagodny wymiar kary, ale jakiego rodzaju kary oczekujesz?
(Odpowiada cicho) Jeśli to możliwe, chciałbym, aby prowadziła normalne życie, a nie jako zadośćuczynienie za popełnione przestępstwo.
── Kiedy jest zaplanowana twoja następna wizyta w szpitalu?
16 grudnia. Mój ostatni pobyt w szpitalu miał miejsce w połowie listopada.
── Jaki był charakter leczenia?
Ostatnio wykonano mi tomografię komputerową i pobrano próbkę krwi.
── Jakie leki zostały ci przepisane?
Biorę środki przeciwbólowe.
── Jakie zmiany zauważyłeś od czasu pchnięcia nożem?
Nie mogę pić alkoholu i nie mogę jeść tyle, ile bym chciał. Ilość jedzenia zmniejszyła się w porównaniu z okresem po i przed incydentem.
── Co zalecił ci lekarz?
Lekarz zalecił mi zaprzestanie spożywania alkoholu.
── Czym się zajmujesz?
Jestem hostem.
── Jak to wpłynęło na twoją pracę?
Wiele osób wie o mnie, ponieważ incydent został opublikowany w Internecie. Nadal nie mogę pić. W ogóle nie piję.
── Jak zmieniła się twoja praca?
Nic się nie zmieniła, bo zmienia się z miesiąca na miesiąc.
── Ile wydawała, panna Takaoka?
Około kilku milionów miesięcznie.
── Jak wpłynęło to na twój ranking?
Były miesiące, kiedy dzięki niej byłem numerem jeden. (W marcu 2019 r.) Nie znalazłem się w rankingu.
── A w kwietniu?
Numer trzy.
── A w maju?
Numer jeden.
── Dlaczego awansowałeś w rankingu?
Ponieważ wydawała pieniądze.
── Czy powiedziałeś pannie Takaoce „Kocham cię” lub „Bądźmy razem”?
Tak.
── Ile razy?
Nie wiem ile razy, ale na pewno kilkadziesiąt.
── Nie miałeś zamiaru się z nią spotykać?
Nie, nie miałem zamiaru się z nią umawiać, ponieważ jestem hostem. Pomyślałem, że gdybym był z nią, zaniedbywałbym ją.
── Ile razy dochodziło do kontaktu fizycznego?
Nie pamiętam ile razy.
── Ile razy w tygodniu?
W ciągu tygodnia, dwa lub trzy razy.
── Więc, czy kiedykolwiek rozmawialiście o wspólnym zamieszkaniu?
Powiedziałem jej, że wprowadzę się do niej, gdy skończę z hostingiem. Powiedziałem jej, że chcę zrezygnować z hostingu, że jeśli będę mógł to zrobić, to zrezygnuję we wrześniu, więc zdecydowaliśmy się zamieszkać razem po tym, jak zrezygnuję.
── Czy naprawdę chciałeś zamieszkać z nią?
Tak.
── Czy myślałeś również o rzuceniu hostingu?
Tak.
── Czy pojechaliście razem do Nitori (Japońska firma zajmująca się sprzedażą detaliczną mebli i akcesoriów domowych)?
Tak.
── Czy mieszkaliście wtedy razem?
Nie, wtedy jeszcze nie.
── Ile razy odwiedziłeś mieszkanie panny Takaoki?
Raz lub dwa razy.
── Jak długo byłeś w mieszkaniu?
Nie pamiętam jak długo.
── Całą noc?
Nie całą noc, ale około trzech do pięciu lub sześciu godzin.
── Czy wiedziałeś, że panna Takaoka naprawdę cię kocha?
Tak, byłem tego świadomy.
── Czy nawet po tym, jak zdałeś sobie sprawę, co czuje panna Takaoka, nadal mówiłeś jej, że ją kochasz?
Tak.
── Jak doszło do ugody w wysokości 5 milionów jenów?
Powiedział mi o tym mój prawnik.
── Jak sytuacja, w której nie możesz pić alkoholu, wpłynęła na twoją pracę?
Mam pracę, w której piję alkohol, więc jestem w nieco gorszej sytuacji niż inni ludzie.
── Czy zdarza ci się tracić wyniki sprzedaży?
Pomyślałem o tym na swój sposób i uwzględniam napoje bezalkoholowe. Nie jestem osobą, która musi pić alkohol, ale nadal mogę go sprzedawać, nawet jeśli nie piję, więc myślę, że jest dobrze.
── Czy brak możliwości picia alkoholu jest na całe życie? A może twój stan ulegnie poprawie?
Słyszałem, że jest coraz lepiej.
── Rozmawialiście o zamieszkaniu razem, ale jednocześnie myślałeś, że to ciężki temat. Czy pokrywają się one w czasie?
Normalnie nie rozmawialiśmy o tym zbyt wiele. Rozmawialiśmy o tym, dopiero gdy byliśmy w klubie.

### Później odbyło się „przesłuchanie oskarżonej”, na którym doszło do wymiany zdań z obrońcą
── Skąd pochodzisz? (Obrońca)
Pochodzę z Chin, przyjechałam do Japonii, gdy miałam dwa lata. (Oskarżona)
── Jakiej jesteś narodowości?
Japońska.
── Jaka jest struktura twojej rodziny?
Mój ojciec, ja i moja matka, mieszkamy w domu we trójkę.
── Jakie jest twoje wykształcenie?
(Pominęła) Zapisałam się na Kierunek Opieki nad Dziećmi, na Wydziale Nowoczesnej Komunikacji, na Uniwersytecie Teikyo i odeszłam w marcu 2017 roku. Odeszłam w marcu 2017 roku, ponieważ czułam, że studia nie są dla mnie odpowiednie i chciałam jak najszybciej podjąć pracę.
── Jaka jest twoja historia zawodowa?
Od października 2017 r. byłam recepcjonistką w szkole dla dzieci, a od 2018 r. do kwietnia 2019 r. byłam menadżerka w XX (nazwa klubu hostess).
── Pracowałaś w deribarī herusu w Shibuyi. Dlaczego?
Aby pójść do klubu, w którym pracuje (prawdziwe imię ofiary).
── Czy nadal pracujesz w tej firmie?
Nie, nie pracuję.
── Kiedy poznałaś (prawdziwe imię ofiary)?
W październiku 2018. Przyszedł jako klient do klubu hostess, w którym pracowałam.
── Kiedy zaczęłaś chodzić do jego klubu?
W marcu 2019 roku.
── Minęło trochę czasu, zanim zaczęłaś chodzić do klubu, jak to się stało?
(Prawdziwe imię ofiary) wysłał mi bezpośredniego e-maila na Twitterze i w marcu zaczęłam przychodzić do klubu dwa lub trzy razy w tygodniu.
── Dlaczego był to marzec?
Tak się złożyło, że wyszłam na drinka, a ofiara była w klubie. To był klub, w którym pracowała ofiara.
── Dlaczego tak często chodziłaś do tego klubu?
Ponieważ lubiłam ofiarę. Wszystko mi się w nim podobało.
── Jaki jest twój związek z (prawdziwe imię ofiary)?
Host, klient.
── Czy powiedziałaś mu, że wszystko ci się w nim podoba?
Tak, około kwietnia powiedziałam mu, że go kocham.
── Jak (prawdziwe imię ofiary) na to zareagował?
„Powiedział mi, że też mnie kocha i że w przyszłości się pobierzemy. Powiedział mi, że przestanie być hostem we wrześniu i że wprowadzi się do mnie”.
── Kiedy po raz pierwszy doszło między wami do kontaktu fizycznego?
Na początku kwietnia.
── Które z was zaprosiło jako pierwsze na randkę?
To był on, zaprosił mnie do hotelu w dniu, w którym po raz pierwszy zamówiłam w klubie szampana.
── Jak często odbywaliście stosunki seksualne?
Dwa lub trzy razy w tygodniu.
── Ile pieniędzy wydawałaś jednorazowo?
Czasami było to 50 000, a czasami 600 000 jenów.
── Kiedy wydawałaś 600 000 jenów?
Wydawałam je w dni zamknięcia klubu, kiedy sprzedaż była niska lub kiedy chciałam usłyszeć „Lasson” (ラッソン) w klubie.
── Co to jest „lasson”?
Kiedy host z najwyższą sprzedażą w klubie tego dnia śpiewa jako ostatni.
── Kiedy ostatni raz byłaś w klubie?
20 maja.
── Ile łącznie wydałaś?
Myślę, że około 2,5 miliona jenów.
── Dlaczego?
Podobał mi się, a on powiedział mi, że ja też mu się podobam.
── Jak zarobiłaś te pieniądze?
Zarobiłam je poprzez usługi seksualne i papa katsu.
── Co to jest „papa katsu”?
Oznacza to spotykanie się za obopólną zgodą z bogatymi mężczyznami i otrzymywanie od nich pieniędzy.
── Czy (prawdziwe imię ofiary) wiedział, że zajmujesz się papa katsu?
Tak, wiedział.
── Co powiedział (prawdziwe imię ofiary), gdy powiedziałaś mu, że pracujesz jako papa katsu?
Powiedział: „Dziękuję za wszystko” i „Przepraszam, że musisz wydać pieniądze”.
── O czym myślałaś podczas świadczenia usług seksualnych i pracy jako papa katsu?
Było bardzo ciężko i czułam się bardzo nieszczęśliwa, ale robiłam wszystko, co w mojej mocy, aby mógł zrezygnować z hostingu i we wrześniu wyprowadzić się do mnie.
── Gdzie szliście, kiedy spotkaliście się poza klubem?
Szliśmy do kina, do kociej kawiarni i na Harajuku.
── Które z was pokrywało wydatki?
Ja płaciłam za wszystko.
── Ile zapłaciłaś?
Wliczając hotel i wydatki, było to około 500 000 jenów.
── Od 20 maja mieszkałaś w mieszkaniu w Shinjuku, w którym doszło do incydentu. Dlaczego tam?
Ponieważ znajdowało się blisko jego klubu i klubu, w którym zaczynałam. Powiedział mi, że ponieważ klub jest blisko, może codziennie wracać do domu i spędzać ze mną więcej czasu.
── Co z czynszem i kosztami początkowymi?
Nie były jakieś szczególne.
── Ile wyniosły koszty początkowe?
1,5 miliona jenów. Zapłaciłam wszystko.
── Ile wynosił czynsz?
Wydaje mi się, że 110 000 jenów, wliczając wszystkie opłaty.
── Co się teraz dzieje z mieszkaniem?
Słyszałam, że już go nie mam.
── (Nie dosłyszałam pytania).
Myślę, że w maju trochę się od siebie oddaliliśmy. Kłóciliśmy się, a ja coraz rzadziej chodziłam do klubu, bo wyjeżdżałam za granicę w interesach papa katsu.
── Dlaczego wyjechałaś za granicę w interesach papa katsu?
Wyjechałam za granicę, żeby zarobić pieniądze na jego klub. Stopniowo traciłam siły i stawało się to coraz trudniejsze.
── Kiedy przyszedł do mieszkania, do którego się wprowadziłaś?
20 maja, po wypiciu drinka w klubie, w którym pracuje (prawdziwe imię ofiary), poszłam po klucze i razem pojechaliśmy do Nitori (Japońska firma zajmująca się sprzedażą detaliczną mebli i akcesoriów domowych), następnie wróciliśmy razem do mieszkania.
── Jak spędzaliście czas w mieszkaniu?
Nie rozmawialiśmy dużo, on bawił się telefonem i spał.
── Jak minął 21 maja?
Zadzwoniłam do mojej przyjaciółki po tym, jak powiedziała mi, że widziała go w hotelu miłości z inną kobietą. Przyznał, że był w hotelu, ale powiedział mi, że nie było żadnego kontaktu fizycznego. To było bardzo bolesne, ale chciałam, żeby mi mówił, kiedy jest z inną kobietą. Powiedziałam mu, żeby mnie nie okłamywał.
── A co z 22 maja?
Byłam w pracy przez cały dzień aż do ranka 23 maja. Pracowałam w deribarī herusu, poszłam do pracy o 13:00 22 maja i pracowałam do 5:00 rano 23 maja.
── Co było 23 maja?
Pamiętam, że (po powrocie do mieszkania) około 6 rano. Rozmawiałam przez telefon z dziewczyną, która była moją podwładną, kiedy byłam menadżerką w klubie hostess.
── Jaka była treść rozmowy?
Powiedziałam jej, że mój związek z (prawdziwe imię ofiary) się rozpada. Powiedziała mi: „Jeśli chcesz być z nim, będziesz musiał to znieść”. Kiedy nie odbierał telefonu o godzinie zamknięcia klubu, zadzwoniłam do niej ponownie, a ona powiedziała mi, że się spóźni, ponieważ musi zrobić zwrot sprzedaży z dziewczyną, która przyszła do klubu.
── Co to jest zwrot sprzedaży?
Oznacza wyjście na drinka z klientem, który przyszedł do twojego klubu!
── Byłaś na telefonie?
Na LINE. Kiedy czekałam, aż (prawdziwe imię ofiary) wróci do domu, zaczęłam czuć, że chcę umrzeć, więc zostawiłam wiadomość na moim telefonie komórkowym.
── Dlaczego chciałaś go zabić i sama umrzeć?
To było bardzo bolesne, więc chciałam zabić jego i siebie (Niedosłyszałam dalszej odpowiedzi).
── Kiedy sporządziłaś wiadomość?
Napisałam ją o 13:00, kiedy czekałam, aż (prawdziwe imię ofiary) wróci do domu.
── Dlaczego napisałaś tę wiadomość?
Bo sprawiłam wiele problemów. Przepraszałam nie tylko tych wokół mnie, ale także tych wokół (prawdziwe imię ofiary).
── Co oznacza zdanie „Uświadomiłam sobie, że powinnam go zabić”?
Pomyślałam, że jeśli go zabiję, będziemy mogli być razem. To było bardzo bolesne i w tym momencie spanikowałam i nie wiedziałam, co robić, tak jakbym nie wiedziała, co się dzieje.

### Przesłuchanie oskarżonej przez adwokata
── Wracając do czasu incydentu. (Po tym, jak ofiara przybyła do mieszkania około godziny 15:00 w dniu 23 maja) (Adwokat)
Zjedliśmy razem zasłony, rozmawialiśmy i utrzymywaliśmy kontakty fizyczne. (Oskarżona)
── O czym rozmawialiście?
O tym, że tej nocy miał wizytę u fryzjera i że jego szef zapytał go, dlaczego spotyka się ze mną przed klubem.
── Dlaczego jego szef wspomniał o waszym spotkaniu przed klubem?
Ponieważ jeśli spotykamy się przed klubem, nie wejdę do niego. Potem zasnął, a ja poszłam do kuchni, chwyciłam nóż kuchenny, podeszłam do niego i zaatakowałam go, ponieważ chciałam go zabić i umrzeć.
── Skąd miałaś nóż?
Kupiłam go rankiem 23 maja po pracy w Don Quijote (Japońska międzynarodowa sieć dyskontów) w Ōkubokubo. Nie zamierzałam go nim zabić, po prostu kupiłam go do codziennego użytku.
── W jaki sposób trzymałaś nóż?
Trzymałam nóż obiema rękami i dźgnęłam (prawdziwe imię ofiary) w brzuch.
── Co miał na sobie (prawdziwe imię ofiary)?
Miał na sobie majtki.
── W jakiej pozycji byłaś?
Stałam pośrodku jego ciała po lewej stronie i patrzyłam na (prawdziwe imię ofiary).
── W jaki sposób trzymałaś nóż?
Trzymałam go obiema rękami.
── W którym kierunku było ostrze?
Nie pamiętam. Dźgnęłam (prawdziwe imię ofiary) w brzuch.
── Pod jakim kątem?
To było pod kątem prostym do niego.
── Ile razy go dźgnęłaś?
Raz.
── Co było po dźgnięciu?
Próbował wstać, więc dosiadłam go i powstrzymywałam, dlatego próbował złapać mnie za szyję i zepchnąć.
── Jak wtedy wyglądała twoja korespondencja z (prawdziwe imię ofiary)?
Cóż. Powiedział: „OK, kocham cię, więc bądźmy razem na zawsze”, więc odpowiedziałam: „Kocham cię, więc umrzyjmy razem”. Następnie włożył nóż pod łóżko i powiedział: „Nie powiem policji, więc wezwijmy karetkę”, po czym zabrałam mu telefon.
── Dlaczego nie podniosłaś noża?
Kiedy poczułam, że dźgnąłem go w brzuch i zobaczyłam ból na jego twarzy, bardzo tego żałowałam i myślę, że nie chciałam go już wtedy zabijać.
── Co było po tym, jak zabrałaś mu telefon komórkowy.
Wstał i skierował się do drzwi, więc zaczęłam go gonić, mówiąc mu, „Nie odchodź”. Wtedy mnie uderzył, bijąc z pięści i kopiąc po rękach, nogach i twarzy. W tamtym czasie wypadły mi soczewki kontaktowe, więc poszłam po okulary. Wzięłam też papierosy i telefon komórkowy i ruszyłam za (prawdziwe imię ofiary).
── Dlaczego zapaliłaś papierosa?
Nie wiem, ale znalazłam się z nim (papierosem). Znalazłam (prawdziwe imię ofiary) leżącego przy drzwiach wejściowych. Żałowałam tego tak bardzo, że zadzwoniłam pod 110.
── Dlaczego sama zadzwoniłaś pod numer 110?
Kiedy zobaczyłam plamę krwi przy (prawdziwe imię ofiary) i sposób, w jaki cierpiał, zrobiło mi się naprawdę przykro i pomyślałam, że zrobiłam straszną rzecz. Bardzo się bałam, pomyślałam, że nie powinien umrzeć, a umiera, więc zadzwoniłam pod numer 110.
── Policji opowiedziałaś inną historię: „Kiedy schodziłam po schodach, usłyszałam krzyki kobiety, pomyślałam, że zadzwoniła pod numer 110, więc wiedziałam, że nie mogę umrzeć razem z nim”.
W tym momencie naprawdę spanikowałam i zgodziłam się z tym, co powiedzieli policjanci i prokurator, ale tak naprawdę najważniejszą rzeczą był mój żal za dźgnięcie go nożem.
── Co się stało, gdy zgłosiłaś incydent?
Najpierw zapytali mnie, czy to był atak, czy wypadek. Myśleli, że to żart, więc powtarzałam im w kółko to samo.
── Co powtarzałaś?
Powiedziałam im swoje imię, imię ofiary, że go dźgnęłam, że byłam przy wejściu i że potrzebuję karetki. Kiedy mnie wypytywali, powiedziałam im, że to ja popełniłam przestępstwo.
── Dlaczego go dźgnęłaś?
Kochałam go i chciałam z nim być. Przepraszam. Zrobiłam coś samolubnego.
── Kiedy zaczęłaś tak myśleć?
Około czerwca. Pomyślałam tak, kiedy usłyszałam od prawnika o sytuacji ofiary oraz o sytuacji mojej matki i ojca.
── Co usłyszałaś o sytuacji (prawdziwe imię ofiary)?
Że rana była na tyle głęboka, że dotarła do wątroby, a on sam zapadł w śpiączkę i nie mógł się wybudzić przez pięć dni.
── A co z twoimi rodzicami?
Kiedy mnie odwiedzili, zauważyłam, że bardzo schudli, pojawiły się siwe włosy, płakali i mieli załamanie nerwowe z powodu wszystkich mediów, które przychodziły do naszego domu.
── Twój ojciec czy matka?
Zarówno mój ojciec, jak i moja matka. Z czasem zaczęłam się bać, że zrobiłam coś naprawdę okropnego, że odebrałam komuś życie i było mi bardzo przykro. Spowodowałam wiele kłopotów mojemu ojcu i matce.
── Co było z (prawdziwe imię ofiary)?
W czerwcu napisałam list z przeprosinami do (prawdziwe imię ofiary). Napisałam, że jest mi naprawdę przykro, że nigdy więcej nie będę ingerować w jego życie i że zapłacę mu odszkodowanie, przekazałam to przez jego prawnika.
── Co było, kiedy znalazłaś się w areszcie?
Myślałam o ofierze i rodzicach. Zastanawiałam się, czy dobrze się odżywiają i śpią. Moja matka przychodziła do mnie co najmniej trzy razy w tygodniu, a ojciec dwa razy, ponieważ zajęty był pracą.
── O czym rozmawialiście?
Dużo rozmawialiśmy o sprawie, wyprowadzce z domu, kocie, różnych rzeczach.
── A o (prawdziwe imię ofiary)?
Słyszałam, że sprawa została załatwiona za 5 milionów. Słyszałam, że złożył petycję.
── A co z sumą ugody w wysokości 5 milionów jenów?
Przygotowała ją dla mnie moja mama.
── Jaki rodzaj rozmowy przeprowadziłaś z matką?
Powiedziała mi: „Odłożyłam pieniądze na twoją przyszłość”. I że: „Wystarczy, że chcesz je zwrócić, więc nie musisz tego robić”.
── Co wtedy pomyślałaś?
Że chcę znaleźć pracę i zaoszczędzić 5 milionów jenów, aby móc spłacić je z nawiązką i uszczęśliwić tatę i mamę.
── Jak spędzałaś czas, gdy wyszłaś za kaucją?
Wzięłam udział w szkoleniu personelu opiekuńczego. Chcę komuś pomóc w przyszłości. Zapisałam się na ten kurs, ponieważ chcę być jak moja mama. Moja mama jest pracownikiem opieki. Jest wspaniałą osobą i chcę być taka jak ona.
── Czy po tym dostaje się kwalifikację?
Jest to ten sam poziom kwalifikacji co Opiekun Poziomu 2, który pozwala na pracę w domu lub podobnym miejscu. Uczestniczyłam w nim w Akademii XX.
── Jak często?
Około trzech dni w tygodniu, po około sześć godzin. Bardzo podobały mi się wykłady. Dowiedziałam się wielu nowych rzeczy i dużo się nauczyłam. W przyszłości chciałabym wziąć udział w szkoleniu praktycznym i studiować, aby ostatecznie zostać pracownikiem opieki.
── Czy zdałaś kwalifikacje?
Tak.
── Mówisz, że potrzebujesz doświadczenia zawodowego, ale jak znajdziesz pracę?
Chciałabym znaleźć pracę poprzez Hello Work (Agencją administracyjna utworzona przez krajowe Ministerstwo Zdrowia, Pracy i Opieki Społecznej, które zapewnianie obywatelom możliwości stabilnego zatrudnienia) i podjąć ją.
── Kiedy wyjdziesz na wolność, jak zareagujesz na ludzi, którzy dowiedzą się o incydencie?
Nie myślę o konkretnej reakcji. Ponieważ jest to przestępstwo, które popełniłam.
── Wysłuchasz ich?
Zamiast słuchać, będę rozmyślać i postaram się odpokutować za swoje grzechy.
── Czy zniesiesz to?
Tak, zniosę to.
── Słyszałem, co przeżywała twoja matka.
Rozdzierało mi to serce. Widziałam, jak moja mama bardzo płakała i nie wiedziałam, jak ją przeprosić, mimo że ten grzech nie powinien być grzechem moich rodziców, więc zdecydowałam się z nią zostać, aby zdecydowanie jej to ułatwić, bez względu na to, jak bardzo bolesne to jest.
── A co z (prawdziwe imię ofiary)?
Naprawdę nie potrafię wystarczająco przeprosić. To zbrodnia, której nie mogę zatuszować, nawet gdybym poświęciła na to całe życie. Nawet jeśli przeproszę, nie sądzę, by kiedykolwiek mi wybaczono. Może to zabrzmi bezsensownie i dziwnie, ale naprawdę cieszę się, że (ofiara) żyję. Jest mi naprawdę przykro.

### Gdy adwokat zakończył przesłuchanie oskarżonej, prokurator zadał pytania krzyżowe
── Jak trafiłaś do pracy w klubie hostess i gdzie poznałaś (prawdziwe imię ofiary)? (Prokurator)
Kiedy pracowałam jako recepcjonistka w szkole dla dzieci, właściciel prowadzący klub hostess, zaprosił mnie, abym do niego dołączyła. Zawsze chciałam otworzyć własny lokal. (Oskarżona)
── Kochałaś swoją ofiarę, więc nie mogłaś znieść myśli, że mógłby być z inną kobietą, więc chciałaś go wyłącznie dla siebie. Wydając na niego miliony jenów.
Tak.
── Wykonywałaś papa katsu. Spędziłaś tak złoty tydzień (Okres od końca kwietnia do początku maja, podczas którego przypadają cztery kolejne święta państwowe w Japonii) za granicą. Ile zarobiłaś?
2 miliony jenów.
── Czy miałaś jakieś fizyczne relacje z tą osobą?
Tak.
── Powiedziałaś ofierze o działalności papa katsu, ale nie o deribarī herusu?
Tak.
── Dlaczego?
Nie chciałam, żeby ofiara myślała, że jestem rozwiązła. Nie chciałam, żeby mnie znienawidził.
── W dniu przestępstwa miałaś również pięciu klientów poprzez deribarī herusu, czy to prawda?
Tak.
── Zaczęłaś chodzić do host klubu pod koniec marca, a w maju zaczęłaś czuć się niezręcznie?
Tak.
── Dlaczego wynajęliście mieszkanie 20 maja?
Zawsze rozmawialiśmy o wspólnym wynajęciu mieszkania.
── Czy kiedykolwiek czułaś, że się oddalacie?
Czułam to, ale chciałam być z nim.
── Tego dnia byłaś na LINE.  Miałaś także kontakt fizyczny z ofiarą. Dlaczego więc zdecydowałaś się popełnić przestępstwo?
W tamtym czasie nic nie przychodziło mi do głowy. Ofiara poszła do hotelu z kobietą, okłamała mnie, cierpiałam na bezsenność, wszystko się połączyło, byłam na granicy swojej wytrzymałości.
── Czy między wami były jakieś kłótnie?
Nie w tym dniu.
── Dlaczego chciałaś zabić go w ten sposób? Są inne sposoby na zabicie, na przykład uduszenie.
Myślę, że to dlatego, że nic innego nie przychodziło mi do głowy.
── A uduszenie?
Nie myślałam o tym.
── Dlaczego chciałaś zrobić to, kiedy spał?
Nie pamiętam dokładnie.
── Powiedziałaś (podczas śledztwa), „Uświadomiłam sobie, że powinnam go zabić”.
Jeśli wtedy tak powiedziałam, to myślę, że tak było.
── Dlaczego go dosiadłaś, po tym, jak go dźgnęłaś?
Próbował wstać, więc była to reakcja pod wpływem chwili. Myślę, że to był odruch warunkowy.
── Dlaczego go dosiadłaś?
Myślę, że dlatego, że chciałam go zabić.
── Dlaczego nie wezwałaś karetki?
Mam bardzo mało wspomnień z tego momentu, ale myślę, że w tamtej chwili myślałam, że umrzemy razem.
── Złapałaś go za spodnie, mówiąc: „Nie odchodź”. Dlaczego?
Myślę, że dlatego, że chciałam, żeby nie odchodził. Myślę, że chciałam, żeby nigdzie nie szedł.
── Dlaczego zabrałaś ze sobą papierosy?
Nie pamiętam dlaczego. To było tak, jakbym naturalnie zabrała je ze sobą.
── Nie zadzwoniłaś pod 110, mimo że byłaś cała we krwi?
Nie przyszło mi to do głowy.
── Dlaczego skorzystałaś ze schodów przeciwpożarowych?
Bo myślałam, że będzie szybciej niż windą.
── Czy winda nie jest szybsza?
Ponieważ schody pożarowe były bliżej wejścia.
── Na którym piętrze byłaś, kiedy usłyszałaś krzyk kobiety?
Myślę, że na trzecim piętrze.
── Zeszłaś na drugie piętro i usłyszałaś krzyk zza pleców?
Tak, był to krzyk kobiety. Pomyślałam, że to krzyk z powodu krwi. Nie wiem, czy to był krzyk na mój widok, czy na widok krwi na podłodze. Nie pamiętam, co pomyślałam.
── Czy pomyślałaś, że zadzwoni na 110?
Nie pamiętam szczegółów, ale mogłam tak pomyśleć.
── Więc to ty od razu zadzwoniłaś pod numer 110?
Tak.
── Czy zrobiłaś coś wcześniej?
Poszłam w pobliże mieszkania.
── Czy zrobiłaś coś (prawdziwe imię ofiary)? Czy próbowałaś go pocałować?
Nie pamiętam.
── Czy zapaliłaś papierosa, a potem zadzwoniłaś pod 110?
Myślę, że zrobiłam to podczas palenia.
── Czy nie mówiłaś, że próbowałaś go pocałować, zapaliłaś papierosa, a potem zadzwoniłaś pod numer 110?
Powiedziałam tak?
── Tak jest napisane w oświadczeniu. Czy paliłaś, kiedy schodziłaś schodami przeciwpożarowymi?
Myślę, że paliłam.
── Dlaczego?
Nie wiem. Jestem świadoma tego, że pale papierosy cały czas.
── A co z połączeniem 110?
Nie sądzę, żebym wtedy o tym myślała.
── Co skłoniło cię do wezwania policji?
Kiedy zobaczyłam, że (prawdziwe imię ofiary) cierpi, naprawdę żałowałam tego, co zrobiłam.
── Czy on nie cierpiał również w twoim mieszkaniu? Dlaczego nie zadzwoniłaś na 110?
Spanikowałam i nie myślałam o takich rzeczach.

### Obrońca ponownie przesłuchał oskarżoną
── Ile papierosów wypalasz dziennie?
Cztery paczki, więc około 80.
── Codziennie?
Tak, codziennie.
── Dlaczego paliłaś na klatce schodowej?
Nie pamiętam, dlaczego paliłam ale pamiętam, jak policjant powiedział: „Cały czas palisz”, odpowiedziałam, że tak.
── Dlaczego paliłaś również przy wejściu?
Nie przychodzi mi do głowy żaden powód. Nieświadomie.
── Kiedy zdecydowałaś się zadzwonić na 110?
Nie mogę sobie przypomnieć żadnego konkretnego momentu. (Prawdziwe imię ofiary) poprosił mnie o odłożenie noża, więc to zrobiłam, więc myślę, że straciłem wtedy zamiar zabicia.

## Wyrok
Takaoka została oskarżona o usiłowanie zabójstwa Luny w grudniu 2019 roku. Została uznana za winną 3 grudnia 2019 roku, a ona sama szlochała podczas odczytywania wyroku. Prokuratura domagała się kary 5 lat pozbawienia wolności. 5 grudnia 2019 roku została skazana na 3 lata i 6 miesięcy więzienia, a sędzia stwierdził, że przestępstwo Takaoki było „samolubne” i że miała „silny zamiar zabicia”.

## Wiadomość pozostawiona przez oskarżoną
Podczas procesu upubliczniona została także wiadomość pozostawiona przez oskarżoną Yukę Takaokę na jej telefonie komórkowym na krótko przed popełnieniem przestępstwa. Wiadomość brzmiała następująco:

Przepraszam moją matkę, ojca, XX-chan, XX-san, XX-kun. Przepraszam wszystkich związanych ze mną. Zawsze miałam okropny zwyczaj kłamania, zawsze chciałam być tragiczną bohaterką, chciałam być piękna i ulotna. Nie wiem, co się stanie, a co nie, nie wiem, czy o to właśnie chodziło. Przeprasza za swoją niesubordynację. Przepraszam za bycie głupią córką. Miałam tendencję do kłamania i nie wiedziałam, czy to kłamstwo, czy prawda. A teraz, gdy znalazłam kogoś, kogo kocham, uświadomiłam sobie, że powinnam go zabić, żeby przestał patrzeć na kogokolwiek poza mną. Nie mam już nic, nie wiem już nic. Nie lubię nazywać go Ryuzuki-kun, bo kojarzy mi się to z pieniędzmi. Kocham cię (prawdziwe imię ofiary). Kocham cię desperacko z głębi serca, ale ty widzisz we mnie tylko pieniądze. Dajesz mi tylko fałszywe słowa. Powiedziałeś mi, że jesteś moim hostem. To jeśli umrę, stanie się to prawdą. Dlatego chcę się teraz tobą zaopiekować. Więc nie martw się, zrobię wszystko, by być z tobą.

## Media

### Telewizja
Według ANN NEWS, Yuka Takaoka niespodziewanie dźgnęła swojego chłopaka w brzuch nożem kuchennym w swoim mieszkaniu w Shinjuku. Mężczyzna ogarnięty paniką wybiegł z miejsca zdarzenia, prosząc o wezwanie policji. Według naocznego świadka, Yuka Takaoka siedziała przed swoim mieszkaniem, zakrwawiona i w zamyśleniu paliła papierosa, nie stawiała również oporu policji, gdy ta przyszła ją aresztować.
Według Fuji News Network, 21-letni Takaoka planowała zabić Phoenixa Lunę, a następnie samą siebie w sadystycznym planie samobójczym.

### Internet
Po ataku Takaoka zyskała rozgłos w Internecie ze względu na swój atrakcyjny wygląd i podobieństwo do Yandere. Użytkownik Instagrama opisał Takaokę jako „zbyt pięknego przestępcę”.
Nonszalancka reakcja kobiety na domniemaną próbę zabójstwa dała początek chorobliwym zwolennikom, a wielu wierzy, że Takaoka jest prawdziwym wcieleniem postaci yandere z anime. Gdy pojawiły się zdjęcia miejsca zbrodni i uśmiechnięte zdjęcie aresztowanej Takaoki, stało się ono przedmiotem licznych memów i fan artów.
Kolejne zdjęcie z miejsca zbrodni, szeroko udostępniane w mediach społecznościowych, pokazywało młodą kobietę siedzącą na podłodze w holu budynku mieszkalnego w Shinjuku w Tokio, a za nią zakrwawionego mężczyznę z raną brzucha. Kobieta z zakrwawionymi rękoma trzyma w jednej dłoni telefon komórkowy, a w drugiej papierosa, ignorując kucającego przed nią policjanta.
Ofiara tego incydentu przeżyła atak i opublikowała post na Instagramie, w którym chwali się, że żyje.